# دينت دو فيلان
دينت دو فيلان (بالإنجليزية: Dent du Vélan)‏ هو أحد جبال سلسلة جبال الألب شابلايس وجزء من القمة الأم يقع في سافوا العليا (إقليم فرنسي), فرنسا. يبلغ ارتفاع الجبل حوالي 2059 متر، بينما يبلغ ارتفاع نتوء الجبل متر.